# 더 킥
"더 킥: 전설의 검을 찾아서"(태국어: วอนโดนเตะ!!)은 쁘랏야 삔깨우 감독의 2011년 영화이다.

## 구성
문씨와 윤씨는 전 세계태권도챔피언 출신의 부부이다. 그들은 태국으로 이주하여, 한국 음식점과 태권도 도장을 열었으며, 그들에게는 3명의 아이가 있다: 태영(출연: 나태주)은 태권도 선수로, 한국 팝에 흥미가 있고, 태미는 축구와 태국 고전 무용에 관심이 있고 그리고 태풍은 집안의 막내 아이다. 그들에게는 무에타이 기술을 가진 뭄과 화화(출연: 찌짜 야닌)라는 태국 친구가 있다.
한국 가족은 태권도를 보여주러 축제에 갔었을 때, 석두는 태국 사람들이 "고대 단검"을 도굴 하려는 것을 목격하고, 단검을 훔치기로 결심한다. 그렇게 문 씨 가족을 포함한 두 나라의 무술가들은 공격으로부터 그들이 생존하고, 가족을 보호하기 위해 싸우게 된다.

## 출연
본 문서의 이해를 돕기 위한 비자유 그림이 있습니다. 
링크의 파일을 직접 올려 주세요
- 나태주 : 태양 역 - 아들
- 태미 : 태미 역 - 딸
- 조재현 : 문사범 역 - 아버지
- 예지원 : 윤 역 - 어머니
- 이관훈 : 석두 역
- 김이루 : 이루 역
- 지자 야닌 : 와와 역
- 웡캄라오 페치타이 : 멈 삼촌 역
- 톤텝 수차릿찬 : 태풍 역 - 막내 아들
- 브라힘 아캅바케 : 프랑스 태권도 우승자 역

## 영화 소식
퐁스리 사리타, 카우라오르 추자왈 그리고 최영석은 태국의 영화 제작 발표회에서 특별 게스트로 출연하였다고 밝혔다.

## 음악
ZE:A의 'Run to the World'가 쓰였다.